# مکبسین
مکبسین (به انگلیسی: Macbecin) یک ترکیب شیمیایی با شناسه پاب‌کم ۵۴۵۸۷۲۸ است.